# Crefelder FC 1895
Crefelder FC 1895 was een Duitse voetbalclub uit Krefeld, Noordrijn-Westfalen. Tot 1925 werd de naam van de stad ook vaak met een C geschreven.

## Geschiedenis
De club werd in 1895 opgericht. De club sloot zich aan bij de West-Duitse voetbalbond en speelde in 1905 voor het eerst in de hoogste klasse van de Noordrijncompetitie. De club eindigde meestal onderaan de rangschikking wat zelfs tot een degradatie leidde in 1909/10. Na één seizoen promoveerde de club weer maar werd opnieuw laatste. Na dit seizoen fuseerde de club met FC Preußen 1904 Crefeld en werd zo Crefelder FC Preußen 1895.